# Musée des Beaux-Arts de Limoges
Das Musée des Beaux-Arts de Limoges ist ein kunst- und kulturgeschichtliches Museum in der französischen Stadt Limoges im Département Haute-Vienne.

## Geschichte
Untergebracht ist das Museum im ehemaligen Bischofspalast. Der klassizistische Bau wurde zwischen 1766 und 1774 von Joseph Brousseau für Bischof Louis-Charles Duplessis d'Argentré errichtet. Seit 1905 in staatlichem Besitz, wurde er 1909 an die Stadt Limoges veräußert, die 1912 ein archäologisches und historisches Museum einrichtete. Während des Ersten Weltkriegs wurde das Gebäude 1915 von der französischen Armee beschlagnahmt und bis 1922 als Reservelazarett genutzt.
Nach der Wiedereröffnung wurden die Sammlungen stetig ausgebaut. Jean-André Périchon überließ dem Museum 1931 eine Sammlung altägyptischer Antiquitäten mit rund 2000 Objekten. 1947 folgte die Sammlung Bourdery mit Emailarbeiten aus dem Limousin. In den 1950er Jahren wurden die Sammlungsgebiete der beiden Museen von Limoges neu abgegrenzt: Während sich das Musée Adrien Dubouché auf Porzellan, Keramik und Steingut spezialisierte, widmete sich das Museum im Bischofspalast den Bereichen Archäologie, Skulptur, Malerei und Zeichnungen. Bis 2008 führte es die Bezeichnung Musée de l’Évêché. Wegen umfangreicher Renovierungsarbeiten war das Museum von 2008 bis 2010 geschlossen. Seit der Wiedereröffnung am 3. Dezember 2010 trägt es den Namen Musée des Beaux-Arts de Limoges.

## Sammlungen
Das Museum zeigt Gemälde, Skulpturen und Emailarbeiten aus regionalen Werkstätten vom Mittelalter bis zur Gegenwart. Die archäologische Abteilung umfasst unter anderem Funde aus der Bronzezeit und der gallorömischen Epoche. Unter den Gemälden befinden sich Werke von Suzanne Valadon, Raoul Hausmann und dem in Limoges geborenen Impressionisten Auguste Renoir.
Zu den Sammlungen gehören ferner frühere Ausstattungsstücke aus den städtischen Gebäuden.